# Dora Longo Bahia
Dora Longo Bahia (São Paulo, Brasil, 1961) es una artista multimedia brasileña. Su trabajo integra diseño, ilustración y performance. Estudió educación artística en la Fundación Armando Álvarez Penteado. De 2000 a 2003 estudió la maestría en Poética Visual en la Escuela de Comunicación de Artes de la Universidad de São Paulo.
En sus inicios hizo grabados con imágenes que hacían referencia a héroes de cómics. Su trabajo desde 1990 se ha centrado en temas de muerte, sexo y violencia desde una perspectiva urbana. Ha expuesto su obra en Argentina, Brasil, Colombia, Holanda, México y Noruega.
De 1992 a 1995 fue bajista en la banda Disk-Putas con quienes realizó algunas presentaciones. Es integrante de las bandas de rock Verafishcer y Maradonna.

## Exposiciones
- 1997: 6.ª Bienal de La Habana. Centro de Arte Contemporáneo Wilfredo Lam (colectiva).
- 2003: "Marcelo do Campo 1969-1975". Centro Cultural Maria Antônia,  São Paulo (individual).
- 2006: "AcordaLice". Galeria Luisa Strina, São Paulo (individual).
- 2007: "7 Pecados Capitais + 92 Delitos Veniais 1990-1999" (individual)
- 2008: 28.ª Bienal de São Paulo, Pabellón de la Bienal (colectiva).
- 2010: "Trash Metal". Galeria Vermelho, São Paulo (individual).
- 2011: "Licht". Nieuwe Vide, Harlem, Holanda (colectiva).
- 2011: "Los Matices de los Metales. Cuenca, Ecuador (colectiva).
- 2011: "MDE11". Museo de Antioquia, Medellín, Colombia (colectiva).
- 2011: "Escalpo Carioca". Galeria Vermelho, São Paulo (individual).
- 2012: "The Spiral and the Square".Trondheim Kunstmuseum, Trondheim, Noruega (colectiva).
- 2012: "Flam". Artie et Armiticiae, Ámsterdam, Holanda (colectiva).